# Notoreas opipara
Notoreas opipara là một loài bướm đêm trong họ Geometridae.